# لاورنیو
لاورنیو (به ایتالیایی: Lauregno) یک منطقهٔ مسکونی در ایتالیا است که در تیرول جنوبی واقع شده‌است.

## خصوصیات
لاورنیو ۱۴ کیلومترمربع مساحت و ۳۴۶ نفر جمعیت دارد.